# Валькарсе, Висенте
Висенте Валькарсе Кано (исп. Vicente Valcarce Cano; 19 октября 1974, Арресифе, Испания) — испанский футболист, бывший защитник, известный по выступлениям заклуба «Малагу».

## Клубная карьера
Валькарсе — воспитанник академии мадридского «Реала». Из-за высокой конкуренции он не смог дебютировать за основную команду и выступал только за «Реал Мадрид C» и «Реал Мадрид Кастилья».
В 1998 году Висенте в поисках игровой практики покинул «Реал» и подписал соглашение с «Малагой». В составе «анчоусов» он провёл всю свою карьеру. Валькарсе помог клубу в 2002 году выиграть Кубок Интертото и дойти до 1/4 Кубка УЕФА. За «Малагу» Висенте отыграл 10 сезонов и является одним из рекордсменов по количеству сыгранных матчей. В 2008 году он завершил карьеру и занял одну из должностей в клубе.

## Достижения
«Малага»
- Обладатель Кубка Интертото — 2002